# Tchida Fawa
Tchida Fawa (auch: Chidafawa, Chidoufaoua, Tchidafaoua, Tchidafawa, Tchidoufoua) ist ein Dorf in der Landgemeinde Gabi in Niger.

## Geographie
Das von einem traditionellen Ortsvorsteher (chef traditionnel) geleitete Dorf liegt am linken Ufer des Trockentals Goulbi de Gabi. Es befindet sich rund elf Kilometer südwestlich des Hauptorts Gabi der gleichnamigen Landgemeinde, die zum Departement Madarounfa in der Region Maradi gehört. Weitere Siedlungen in der Umgebung von Tchida Fawa sind Maraka im Südosten und Rourouka Kada im Süden.
Tchida Fawa ist Teil der Übergangszone zwischen Sahel und Sudan. Die durchschnittliche jährliche Niederschlagsmenge beträgt hier zwischen 500 und 600 mm.

## Geschichte
In Tchida Fawa wurde 1914 im Auftrag von William Ponty, des Generalgouverneurs von Französisch-Westafrika, einer der ersten Zollposten zwischen dem damals französischen Niger und dem damals britischen Nigeria eingerichtet.
Bei einem nach der Ernährungskrise von 2005 von der dänischen Sektion von CARE International von 2006 bis 2009 durchgeführten Projekt zur Vorbeugung und Bewältigung von Ernährungskrisen wurde in Tchida Fawa wie in 50 weiteren Orten in Niger ein gemeinschaftliches Frühwarn- und Notfallsystem aufgebaut. Während der Cholera-Epidemie von 2018, bei der bis Anfang September in der Region Maradi 2283 Infektionen und 42 Todesfälle erfasst wurden, richtete Ärzte ohne Grenzen Cholera-Behandlungszentren in Tchida Fawa sowie in Dan-Issa, Guidan Basso, Madarounfa, Maraka, N’Yelwa, Safo, Sarkin Yamma und Tibiri ein. Dort wurden insgesamt über 1600 Patienten behandelt.
Laut einer Erhebung vom September 2022 lebten 462 interne Vertriebene aus 66 Haushalten in Tchida Fawa.

## Bevölkerung
Bei der Volkszählung 2012 hatte Tchida Fawa 652 Einwohner, die in 86 Haushalten lebten. Bei der Volkszählung 2001 betrug die Einwohnerzahl 427 in 64 Haushalten und bei der Volkszählung 1988 belief sich die Einwohnerzahl auf 1031 in 162 Haushalten.
Die Zone entlang des Trockentals gehört zu den am dichtesten besiedelten und zugleich zu den ärmsten Nigers, mit erhöhter Unterernährung.

## Wirtschaft und Infrastruktur
Tchida Fawa ist eine Siedlung von Ackerbauern. Ein kleiner Damm staut ein Wasserreservoir auf. Im Dorf ist ein Gesundheitszentrum des Typs Centre de Santé Intégré (CSI) vorhanden. Es gibt eine Schule. Durch Tchida Fada verläuft die 29,7 Kilometer lange Landstraße RR4-002 zwischen Guidan Daouda und Maraka.